# زاك وليامز
زاك وليامز (بالإنجليزية: Zack Williams)‏ هو لاعب كرة قدم أمريكية أمريكي، ولد في 27 ديسمبر 1988 في باسادينا في الولايات المتحدة.

## وصلات خارجية
- زاك وليامز على موقع مرجع كرة القدم المحترفة.كوم (الإنجليزية)